# Viktor Ivanovič Belenko
Viktor Ivanovič Belenko (in russo Виктор Иванович Беленко?; Nal'čik, 15 febbraio 1947 – 24 settembre 2023) è stato un ingegnere e aviatore russo.
Il suo nome divenne famoso in tutto il mondo il 6 settembre 1976, quando, mentre era ai comandi di un MiG-25, disertò atterrando a Hakodate, Giappone, permettendo così per la prima volta agli esperti occidentali di visionare il caccia intercettore sovietico.